# Hussein Kamel
Hussein Kamel Hassan al-Majid (arabiska: حسين كامل), född 18 juni 1954 i Tel al Thahab i Saladin-provinsen, död 23 februari 1996 i Bagdad, var en irakisk politiker. Han var syssling till den irakiska ledaren Saddam Hussein och gift med dennes äldsta dotter Raghad Hussein. Tillsammans fick de fem barn.
Som irakisk minister med ansvar för den militära industrin var han ansvarig för landets utveckling av militära vapen fram till 1987. År 1990 hoppade han tillsammans med sin bror Saddam av till Jordanien, och väl där försökte han bevisligen sälja irakiska hemligheter till USA men blev nekad politiskt asyl, då informationen inte ansågs vara ny. 1996 återvände han med sin bror till Irak efter att ha blivit lovad av Saddam Hussein att han inte skulle avrättas, men syskonen blev mördade av släktingar under Ali Hassan al-Majids ledning ett fåtal dagar efter att de återvänt.